# Финский национальный театр
Финский национальный театр (фин. Suomen Kansallisteatteri, швед. Finlands nationalteater) — самый старый профессиональный театр Финляндии, расположенный в центре Хельсинки. Основан в 1872 году. Здание театра возведено на привокзальной площади в 1902 году. Перед фасадом театра находится памятник финскому писателю Алексису Киви.

## История театра
Драматический театр, на основе которого позднее был создан Финский национальный театр, был основан в 1872 году в городе Пори драматургом Каарло Бергбумом и его сестрой Эмилией. До 1902 г. носил название Финского театра. Помимо драматических спектаклей здесь с 1873 г. ставились и оперы, однако 1879 г. оперная труппа отделилась от театра. С 1902 г. театр стал работать в собственном здании на привокзальной площади в Хельсинки, построенном по проекту архитектора Онни Тарьянне, где располагается и сегодня.
Создателя Финского Национального театра — филолога, критика и драматурга Каарло Бергбума — по праву считают основателем национальной театральной школы. Доктор Бергбум открыл первых значительных финских драматургов и актеров, имена которых до сих пор остаются самыми яркими среди мастеров финской сцены. Одной из таких звезд была Ида Аалберг — лучшая скандинавская трагическая и характерная актриса рубежа XIX—XX веков и Хелми Линделёф, игравшая на сцене театра более 45 лет . Среди ведущих финских актеров были Адольф Линдфорс, лучший финский исполнитель мольеровского репертуара, и Аксель Ахельберг, дебютировавший в амплуа героя и первого любовника, но особую популярность приобретший своими характерными ролями. В репертуаре первых сезонов были произведения финских драматургов, ныне ставшие классикой: «Сваты» Корхонена, «Ошибки» Тавастьерна, «Леа», «Помолвка», «Сельские сапожники», «Семеро братьев» Алексиса Киви, памятник которому стоит перед массивным зданием Финского национального театра на центральной площади Хельсинки. Наряду с финской драматургией на сцене Национального театра ставилась западноевропейская театральная классика и пьесы современных драматургов (Шекспир, Мольер, Кальдерон, Шиллер, Гёте, Ибсен, Стриндберг, Гауптман).
С 1917 до 1950 г. театр возглавлял филолог Эйно Калима. Он открыл финской публике драматургию Чехова, выступая как режиссёр-постановщик многих чеховских пьес и как переводчик.
В репертуаре театра всегда было много спектаклей по произведениям русских авторов — Гоголя, Тургенева, Островского, Достоевского, Толстого, Горького, Э.Успенского. В числе российских режиссёров, сотрудничавших с Финским национальным театром, можно назвать Г. А. Товстоногова, А. Эфроса, В.Фокина, Г. Козлова. Последние обменные гастроли с Александринским театром проходили в 2000 году — тогда на сцене Александринского театра были показаны историческая драма «Маннергейм» Л. Хиетамиеса в постановке Антти Халонена, а в Финском национальном театре прошли чеховские «Три сестры» в постановке Валерия Фокина.
Финский национальный театр имеет давние творческие связи со многими крупными театрами Европы и постоянно обменивается с ними гастролями и творческими делегациями.

## Здание театра

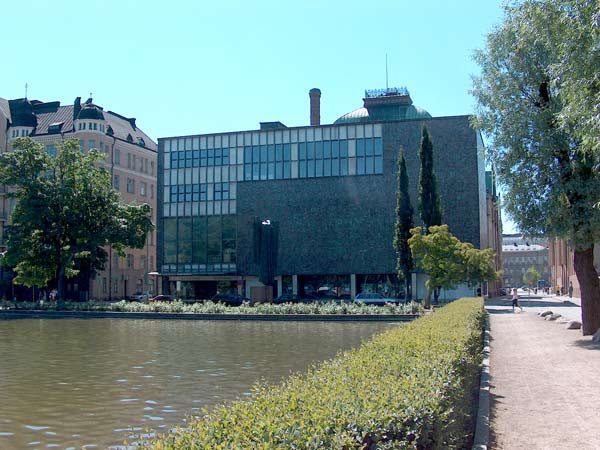
Малая сцена Финского национального театра. Архитекторы Кайя и Хейкки Сирен (1954)

Здание театра выполнено в национально-романтическом стиле (югендстиле) и напоминает богато декорированный гранитный замок с многочисленными архитектурными украшениями в виде башенок, колонн, сводчатых окон. В театре всего четыре сцены, вмещающие в общей сложности тысячу зрителей: большая сцена, малая сцена и сцена «Вилленсауна» (Willensauna) находятся в главном здании, а четвёртая сцена (Omapohja) расположена в переулке Итяйнен Театтерикуйя. В 1962 году была проведена капитальная реконструкция внутренних помещений театра. Перед входом на малую сцену расположен памятник «Занавес», посвященный Иде Аалберг.

## Художественные руководители
- 1872—1906: Каарло Бергбум (Kaarlo Bergbom)
- 1872—1917: Эмилия Бергбум (Emilie Bergbom)
- 1905—1907: Ялмари Халь (Jalmari Hahl)
- 1907—1914: Адольф Линдфорс (Adolf Lindfors)
- 1914—1917: Ялмари Лахденсуо (Jalmari Lahdensuo)
- 1917—1950: Эйно Калима
- 1950—1974: Арви Кивимаа (Arvi Kivimaa)
- 1974—1991: Кай Савола (Kai Savola)
- 1992—2010: Мария-Лийса Невала (Maria-Liisa Nevala)
- с 2010: Мика Мюллюахо (Mika Myllyaho)